# Богић Р. Влаховић
Богић Р. Влаховић (Ровци, 25. децембар 1892 — Београд, 4. август 1954) био је активни официр у српској и југословенској војсци учесник балканских и Првог светског рата, Витез Карађорђеве звезде са са мачевима и носилац бројни хвојних одликовања. На челу свог вода био је први војник српске војске који је ушао у ослобођени Ниш 29. септембра 1918. и нагнао непријатеље да на Синђелићевом тргу у Нишу остави топове митраљезе и осталу опрему која је потом заробљена.

## Живот
Рођен је на сам дан Божића 25. децембра 1892. године у Ровцима, срез Колашин у Црној Гори од оца Радоја Ј. Влаховића и мајке Стане. Одрастао је у бројној породици, поред родитеља и браћа и сестре: Мијата, Пере, Госпава и Видисава. Школовао се прво у Ровцима, у којима је завршио основну школу код учитеља проте Добричанина. Како је породица била јако сиромашна, и поред лепог мишљења проте о учењу малог Влаховића, није било услова да се дечак пошаље на даље школовање.
Међутим жељан успеха у животу, Богић се из родног места пешице упутио до Зеленике у Боки которској, и без икаквих средстава успео да се у луци укрца на брод којим је стигао до Ријеке. Од Ријеке је, возом, преко Загреба стигао у Земун.
Да би се прехранио, неко време је шегртовао по земунским радњама. У то време за сиромашног дечака једина нада била је упис војне школе или богословију, како би уз стицање знања имао и редовне оброке и кревет да спава. Успео је да упише војну школу, и даље каријеру све до пензионисања наставио је у српској војсци као учесник неколико ратова.
Оженио се 22 новембра 1922. године. са Лепосавом, девојачко Стојковић, из Београда са којом је имао три сина, Александра (рођеног 18. јула 1924) и Михаила (рођеног 20. октобра 1926) и Радоја (8. новембар 1928).
Од ступања у војску 1. априла 1911. године, када је произведен је у први чин каплара редовно је унапређиван у више чинове. Службовао је у више градова Краљевине Југославије све до одласка у пензију, са чином мајора, на основу Указа АЂ Бр. 24457 од 24. фебруара 1930. године.
По његовом пензионисању породица Влаховић живела је у Београду у Његошевој улици број 10. Како је кућа оштећена у току савезничког бомбардовања крајем Другог светског рата, Влаховићи су се преселили у Дом ратних војних инвалида (Вилсонова 5), где је Богић као пензионер бесплатно и радио.
Комунисти су 1947. године избацили Влаховиће из овог стана и у њега уселили Титов генерала, дозволивши има да са собом понесу само најнужније ствари. Влаховићи су од тада живели на адреси Свилајначка 6 (касније – Чегарска 6). Након овог немилог догађаја, Богић је одбио да прима пензију.
Живот витез Карађорђеве звезде Богић Р. Влаховић окончан је у ноћи између 3/4. августа 1954. године, под неразјашњеним околностима. Обдукција није урађена, а породици није дозвољено да види тело. Сахрањен је 6. августа 1954. године на Новом гробљу у Београду.

## Каријера
У војску је ступио 1. априла 1911. године као припадник слободне професије.
Напредовање у чину
Од ступања у војску 1. априла 1911. године када је произведен је у први чин каплара. Редовно је унапређиван и у пензију је отишао са чином мајора.
- каплар од 1. октомбра 1911. године
- поднаредник од 1. октомбра 1912. године
- наредника од 22. новембра 1913. године
- потпоручник од 14. октомбра 1914. године
- поручник од 30. јануара 1920. године
- капетан II кл. од 1. маја 1925. године
- капетан I кл. од 28. јуна 1928. године
- мајор од 24. фебруара 1930. када је са овим чином пензионисан.

Кретање у служби
- Какве је дужности и кад вршио?
- 1912-1913. год. у српско-турском и српско-бугарском рату десетар и водник 2. чете 3. бат. 2. пешад. пука.
- 1914. год. водник 4. чете 3. батаљ. 2. пешад. пука
- 1915. год. водник и заст. Командира 2. чете 1. батаљ. 16. пешад. пука и водник 2. чете 2. батаљ. 16. пешад. пука.
- 1916. год. водник 3. чете 1. батаљ. 16. пеш. пука.
- 1917. год. водник 2. и 4. чете 2. бат. 2. пешад. пука.
- 1918. год. водник 2. чете 3. бат. 1. пешад. пука.
- 1919. год. водник 2. чете 3. батаљ. 1. пешад. пука; на служби при „Народном Извршном одбору” у Подгорици, на служби у команди места Београд.
- 1920. год. На служби у команди места у Београду до 23. септ. Заменик архивара београдске пуковске окр. команде.
- 1922. год. водника 18. пешад. пука
- 1922. год. водника 48. пешад. пука
- 1923. год вршиоц дужности командира 2. чете 48. пешад. пука
- 1925. год. Командир 7. чете 35. пешад. пука „Зринског” а
- 1925. на служби у Штабу ком. IV Арм. Области